# Leon Russom
Pour les articles homonymes, voir Russom.
Leon Russom, né le 6 décembre 1941 à Little Rock, dans l'Arkansas, est un acteur américain connu notamment pour son rôle du Général Jonathan Krantz, qui est à la tête du Cartel dans la série télévisée Prison Break. Il fut marié à l'actrice Karen Grassle.

## Récompenses
En 1991, il sera nommé aux Emmy Award pour l'Emmy du meilleur acteur dans un second rôle dans une minisérie ou un téléfilm, pour son rôle de Titus Wardlow dans la série télévisée Long Road Home (1991).

## Filmographie

### Cinéma
- 1972 : The Trial of the Catonsville Nine : David Darst
- 1985 : Peur bleue  (Silver Bullet) de Daniel Attias : Bob Coslaw
- 1986 : Hotshot (en) : le coach
- 1987 : Sens unique (No Way Out) de Roger Donaldson: Kevin O'Brien
- 1988 : Opération Phénix (The Rescue) : le Capitaine Miller
- 1988 : Comme un cheval fou (Fresh Horses) : Kyle Larkin
- 1991 : Elle et lui (He Said, She Said) de Ken Kwapis et Marisa Silver : Harry
- 1991 : Star Trek 6 : Terre inconnue (Star Trek VI: The Undiscovered Country) de Nicholas Meyer : Amiral de la flotte William "Bill" Smillie, commandant en chef de Starfleet
- 1993 : Les Aventures de Huckleberry Finn  (The Adventures of Huck Finn) de Stephen Sommers : le mari de Shanty Lady
- 1994 :  Double Dragon de James Yukich: le chef de la Police Delario, père de Marian
- 1995 : Goldilocks and the Three Bears : Joshua Crane
- 1996 : Reasons of the Heart : Drew Hadley
- 1996 : Le Fantôme du Bengale (The Phantom) de Simon Wincer : Maire Krebs
- 1998 : The Big Lebowski de Joel Coen : le chef de la Police de Malibu
- 2000 : Ascension : le vieux Monsieur
- 2000 : A Visit from the Sergeant Major with Unintended Consequences : M.. White
- 2000 : Les Chemins de la dignité (Men of Honor) : Decker
- 2001 : En territoire ennemi (Behind Enemy Lines) de John Moore : Ed Burnett
- 2003 : Buttleman (Harold Buttleman, Daredevil Stuntman) : Le reverend Buttleman
- 2005 : The Les Brown Show : Walter Thomas
- 2010 : True Grit de Joel et Ethan Coen : Le shérif
- 2012 : Fuzz Track City : Victor Swick
- 2013 : Lost on Purpose: Gene Lee
- 2016 : The Binding : Uriel
- 2016 : The Midnighters : Victor
- 2017 : Bethany : Doctor Merman
- 2017 : The Fuzz : Victor Swick
- 2018 : Sans un bruit : Le vieil homme dans la forêt

### Télévision

#### Séries télévisées
- 1953 : You Are There : le Lieutenant des Dragons dans l'épisode The Treason of Benedict Arnold
- 1969 : Haine et Passion (The Guiding Light) : Peter Wexler no 1
- 1971 : Mission impossible : Sam Evans dans l'épisode The Miracle
- 1972 : Love Is a Many Splendored Thing : Joe Taylor (1972-1973)
- 1974 : Get Christie Love! : Keppler dans l'épisode Bullet from the Grave
- 1975 : Kojak : Gallin dans l'épisode Queen of the Gypsies
- 1976 : Another World : Willis Frame no 2 entre 1976 et 1980
- 1983 : La Force du destin (All My Children) : Jack Darling
- 1986 : Tales from the Darkside : Buzz Caldwell dans l'épisode Fear of Floating
- 1986 : Spenser (Spenser: For Hire) : Brad Stiles dans l'épisode Home Is the Hero
- 1988 : TV 101 : le principal Edward Steadman dans 13 épisodes de 1988 à 1989
- 1989 : Pas de répit sur planète Terre (Hard Time on Planet Earth) : Merrick dans l'épisode Wally's Gang
- 1990 : 21 Jump Street : dans l'épisode This Ain't No Summer Camp
- 1991 : La loi est la loi (Jake and the Fatman) : dans l'épisode Come Along with Me
- 1992 : Matlock  : Doug Levitt dans les épisodes The Evening News: Part 1 (1992) et The Evening News: Part 2 (1992). Frank DeLong dans l'épisode The Competition (1993)
- 1993 : New York, police judiciaire (Law & Order) : Gordon Bryce dans l'épisode Benevolence
- 1993 : La Loi de Los Angeles (L.A. Law) : Matthew Wilton dans l'épisode How Much Is That Bentley in the Window
- 1993 : X-Files : Aux frontières du réel (The X Files) : l'inspecteur Miles dans le pilote Nous ne sommes pas seuls (1993) et dans l'épisode Requiem (2000)
- 1994 : Space Rangers : le procureur Murdoch dans l'épisode The Trial
- 1995 : Star Trek : Deep Space Nine : l'amiral Toddman dans l'épisode The Die Is Cast
- 1995 : Arabesque  (Murder, She Wrote) : Lane Henderson dans l'épisode Game, Set, Murder
- 1995 : Seinfeld : Clayton dans l'épisode The Hot Tub
- 1995 : New York Police Blues (NYPD Blue) : William Crawford dans l'épisode Aging Bull (1995) et Larry Praegitzer dans Dress for Success (2004)
- 1996 : L'Homme de nulle part (Nowhere Man) : le docteur Seymour dans l'épisode Forever Jung
- 1996 : The Lazarus Man : dans l'épisode The Catamount
- 1996 : The Client : John Payne dans l'épisode The Good Samaritan
- 1996 : Dark Skies : L'Impossible Vérité (Dark Skies) : l'amiral Roscoe Hillenkoetter dans l'épisode Moving Targets
- 1996 : The Sentinel : Mike Hurley dans l'épisode Payback
- 1997 : Le Caméléon (The Pretender) : le captaine Paul Nagel dans l'épisode Bazooka Jarod
- 1997 : JAG : le captaine Gayle Osbourne dans les épisodes Secrets (1997) et Ghosts (1997). Le lieutenant général Anthony Manzarek dans l'épisode Ready or Not (2002)
- 1998 : Les Sept Mercenaires (The Magnificent Seven) : M.. Wheeler dans l'épisode Witness
- 1999 : Nash Bridges : William Wheaton dans l'épisode Resurrection
- 1999 : Strange World : Lloyd Pennock dans l'épisode Spirit Falls
- 1999 : Profiler : Carl Jenks dans l'épisode Old Ghosts
- 1999 : Any Day Now : dans l'épisode Say Something
- 1999 : Diagnostic : Meurtre (Diagnosis Murder) : Claude Campbell dans l'épisode Santa Claude (1999)
- 2000 : The Practice : Brian Kerns dans les épisodes Liberty Bells et Till Death Do Us Part
- 2001 : Preuve à l'appui (série télévisée) (Crossing Jordan) : Earl Lewis dans l'épisode The Ties That Bind
- 2002 : Associées pour la loi (Family Law) : le docteur Anthony Corliss dans l'épisode Arlene's Choice
- 2002 : À la Maison-Blanche (The West Wing) : le président du réseau d'information (Network News President) dans l'épisode The Black Vera Wang
- 2002 : John Doe : Lorne Barker dans l'épisode Idaho
- 2003 : Dragnet (L.A. Dragnet) : James McFarlane dans l'épisode The Silver Slayer
- 2003 : Becker : Fire Marshal dans l'épisode Mr. and Ms. Conception
- 2004 : Shérifs à Los Angeles (10-8: Officers on Duty): Ivan Dennison dans l'épisode Flirtin' with Disaster
- 2004 : NCIS : Enquêtes spéciales (Navy NCIS: Naval Criminal Investigative Service) : M. Donaldson dans l'épisode UnSEALed
- 2004 : Agence Matrix (Threat Matrix) : Ray Miller dans l'épisode Cambodia
- 2005 : Alias : James Lehman dans l'épisode Prophet Five
- 2006 : Jericho : le sheriff dans le pilote
- 2006 : Cold Case : Affaires classées : Owen Murphy dans l'épisode Forever Blue
- 2006 : Dossier Smith (Smith) : M.. Collins dans les épisodes Two (2006) et Seven (2007)
- 2007 : Boston Justice (Boston Legal) : le colonel George Hegarty dans l'épisode Guantanamo by the Bay
- 2007 : Bones : l'archevêque Stephen Wallace dans l'épisode The Knight on the Grid
- 2006 : Prison Break : le général Jonathan Krantz dans 30 épisodes de 2006 à 2009
- 2019 : Shameless : Chester dans l'épisode 2 de la saison 10 Sleep Well My Prince for Tomorrow You Shall Be King

#### Téléfilms
- 1974 : The Migrants : le docteur
- 1975 : Judgment: The Court Martial of Lieutenant William Calley
- 1988 : Hostage : Grady
- 1988 : Down Delaware Road : Peter Dirkson
- 1990 : Project: Tin Men : Forrest
- 1991 : Tagget : le psychiatre
- 1991 : Long Road Home : Titus Wardlow
- 1992 : Crash Landing: The Rescue of Flight 232 : Bob Hamilton
- 1992 : Le Choix d'une mère (A Private Matter) de Joan Micklin Silver : Steve Morris
- 1993 : The Disappearance of Nora : Maxwell
- 1994 : Midnight Runaround : le sheriff Burton
- 1994 : Moment of Truth: Broken Pledges : Roy Stevens
- 1995 : Futur immédiat 3 : La naissance des hybrides (en) : Roger Benson
- 1996 : Innocent Victims
- 1997 : Childhood Sweetheart? : le lieutenant James Walker
- 1998 : Orage sur la tour de contrôle (A Wing and a Prayer) : Vernon Spencer
- 1999 : Witness Protection : Rééd.
- 2001 : The Retrievers : Farmer Jenkins
- 2002 : The Johnny Chronicles : Vic Monroe
- 2009 : La Dernière Évasion (Prison Break: The Final Break ): le général Jonathan Krantz